# Cultura de Milograd

Comienzos de la Edad del Hierro:
Primera Edad del Hierro nórdica
Cultura de Jastorf
Grupo de Harpstedt-Nienburg
Cultura de Hallstatt
Cultura pomerana
Cultura de las urnas con forma de casa
Cultura del Dniéper-Donets
Cultura de los túmulos baltos
Cultura de Milograd
Primera Edad del Hierro estonia

Extensión de la cultura de Milograd

La cultura de Milograd floreció durante la primera Edad del Hierro, del siglo VII al I a. C., en el territorio de las modernas Bielorrusia y Ucrania.
No está claro qué grupo humano la desarrolló, si bien en ocasiones se asocia al báltico.

## Extensión
La cultura se extendió por las cuencas del Prípiat y del Dniéper superior, entre Berezina y Ros.
Su nombre deriva de la ciudad de Milograd, situada a orillas del Dniéper, en el Raión de Réchytsa y la Provincia de Gómel, en Bielorrusia. Las culturas lindantes fueron: la de la cerámica de línea y la cultura del Dniéper-Donets, al norte; la cultura Jujnovo, al este; la cultura Chernolis, al sur; y la cultura pomerana, al oeste.

## Asentamientos
La cultura de Milograd se puede dividir en dos grupos: el del Prípiat y el del alto Dniéper. El grupo del Dniéper se hallaba a unos 2-5 km de la fértil margen derecha del Dniéper y a 10 km o más de la margen izquierda, pantanosa. El grupo de Prípiat se instaló en las colinas de las marismas del Prípiat, que sin duda utilizaba como lugar de refugio.
Los asentamientos estaban protegidos por muros de madera y tierra, a veces con varios muros independientes (Haroshki, Milograd.
Las casas eran redondas, ovaladas o rectangulares y tenían una superficie de 12 a 16 m². Algunas estaban parcialmente enterradas (las del grupo de Prípiat) y tenían ventanas.

## Economía
Las actividades básicas eran la agricultura y la ganadería, así como la caza y la pesca. Las herramientas estaban hechas de hierro, piedra, cuero, bronce y ámbar. Se desarrollaron el tejido y la alfarería. La cerámica estaba adornada y las armas y las joyas se hacían de hierro.
Los objetos de esta muestran influencias de las vecinas. En sus asentamientos, se han encontrado flechas escitas; la influencia de estos es palpable en la distribución de los objetos funerarios en los túmulos. Se han encontrado también objetos celtas cerca de Gómel, como objetos de hierro y bronce de Europa Central.

## Enterramientos
Inicialmente, el entierro se hacía en túmulos bajos erigidos sobre estructuras de madera con un diámetro de hasta 22 metros. Se han conservado muchos objetos funerarios de esta cultura. Posteriormente, surgió la cremación en tumbas redondas u ovaladas ubicadas en el interior de los asentamientos.

## Cultura siguiente
Fue sustituida lentamente por la cultura de Zarubintsy entre los siglos III y I a. C.; parece que las dos coexistieron hasta este último siglo.